# Бесагаш (Жамбильський район)
Бесага́ш (каз. Бесағаш) — село у складі Жамбильського району Жамбильської області Казахстану. Адміністративний центр Бесагаського сільського округу.
Населення — 2921 особа (2021; 2496 у 2009, 2523 у 1999, 2500 у 1989).